# Matning (teknik)
Matning är inom maskinbyggnadskonsten en mekanisk rörelse, varigenom nytt material oavbrutet tillförs en arbetsmaskins verktygsdel. Ett borr-, hyvel- eller svarvstål måste till exempel för att kunna likformigt bearbeta ett arbetsstycke förflyttas i förhållande till detta, allteftersom bearbetningen fortskrider, så att det tar djupare skär, kommer i beröring med alla punkter, som ska utsättas för stålets verkningar och så vidare. Sker denna reglering av verktygets ställning för hand, kallas den handmatning; sker den genom inställbara anordningar drivna av maskinen själv, kallas den maskinmatning eller automatisk matning.